# Barbara Gibson

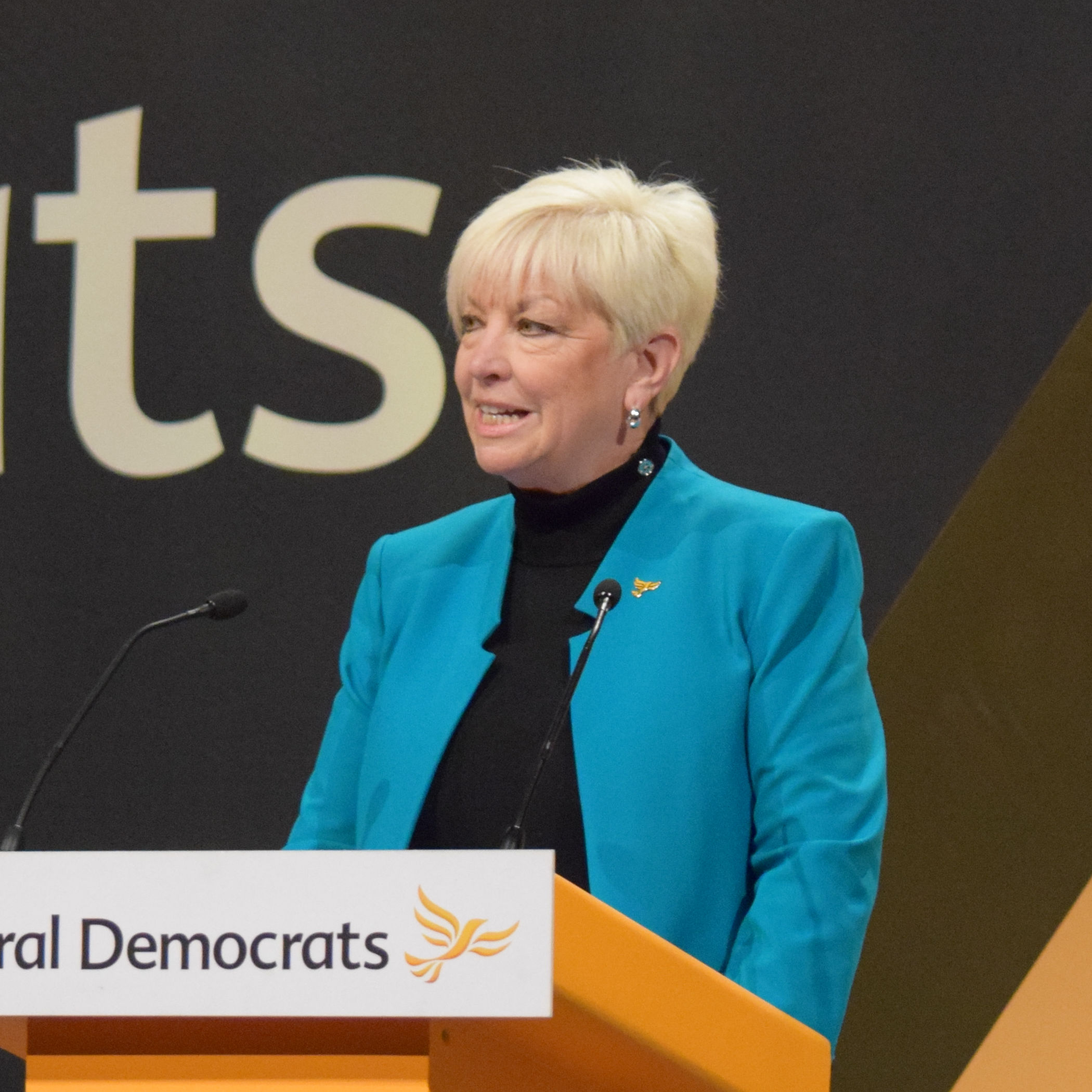
Barbara Gibson

Barbara Ann Gibson (* 25. August 1962 in Oklahoma) ist eine britische Politikerin und Mitglied der Liberaldemokraten. Ab der Europawahl 2019 bis zum 31. Januar 2020 war sie Mitglied des Europäischen Parlaments.

## Leben
Gibson arbeitete als Lecturer an der Birkbeck, University of London. 2017 wurde sie für die Liberaldemokraten in die County-Versammlung von Hertfordshire gewählt.

## Funktionen als MdEP
- Mitglied im Ausschuss für internationalen Handel
- Stellvertretendes Mitglied im Ausschuss für Beschäftigung und soziale Angelegenheiten
- Stellvertretendes Mitglied im Ausschuss für regionale Entwicklung